# Langerfelder Markt

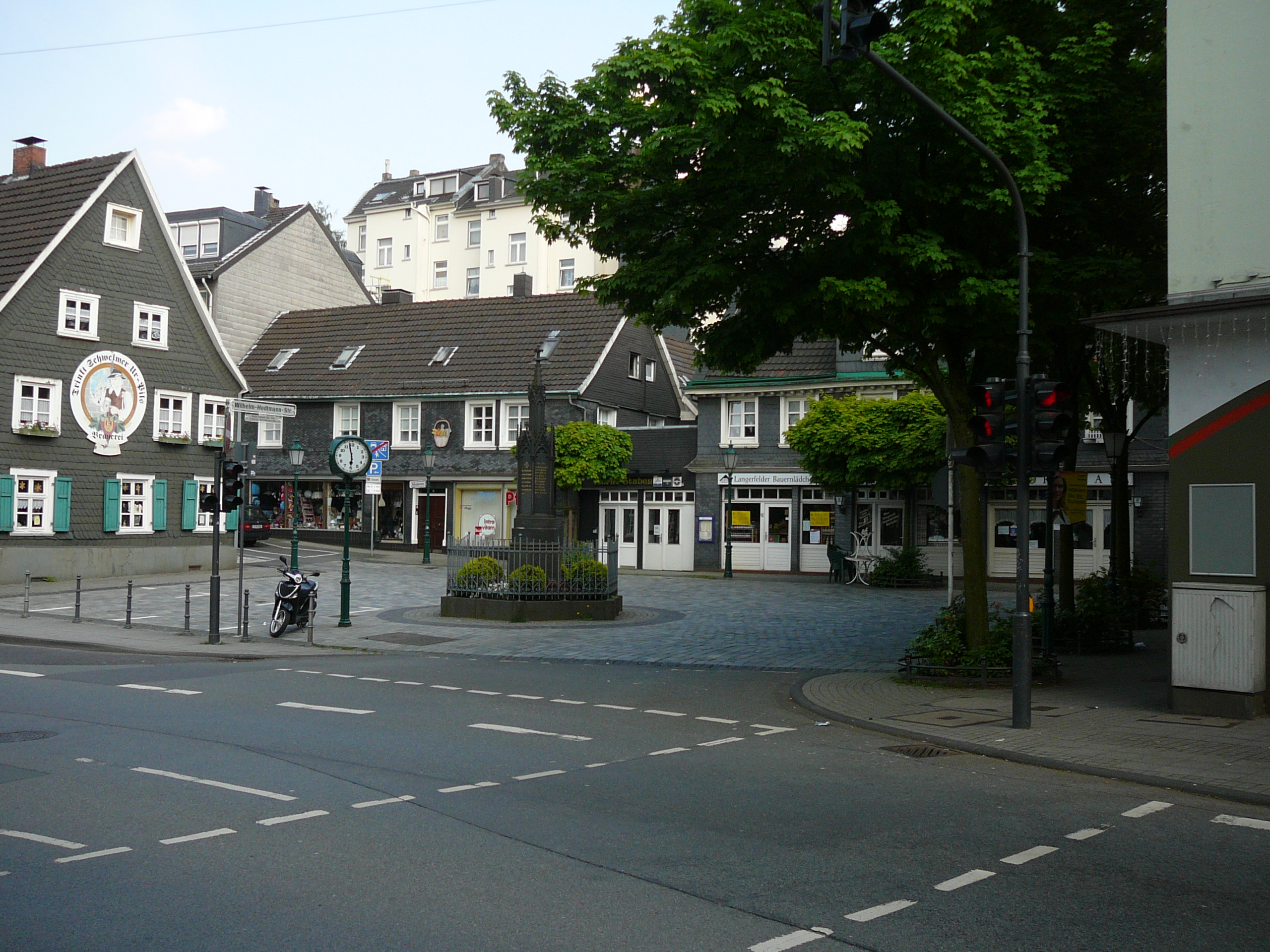
Der Langerfelder Markt

Der Langerfelder Markt war ursprünglich der Mittelpunkt der Bauerschaft Langerfeld und liegt im heutigen Wuppertaler Stadtbezirk Langerfeld-Beyenburg.
Der Marktplatz lag an der Straße zwischen Barmen und Schwelm, die hier heute im veränderten Verlauf die Langerfelder Straße und Schwelmer Straße den Langerfelder Markt nördlich berührt; sie ist als Landesstraße 726 klassifiziert. Der ursprüngliche Verlauf der alten Straße ist die heutige Odoakerstraße, die den Platz südlich tangiert.
Auf dem Platz befindet sich ein Kriegerdenkmal, das nach seiner Errichtung an seinen heutigen Standort versetzt wurde. Das typisch für die bergisch-märkische Region ausgeführte Haus im Fachwerkstil Odoakerstraße 1 ist das Wahrzeichen des Stadtteils Langerfeld.
Seit Mitte 2009 findet hier wieder freitags vormittags ein Wochenmarkt statt.